# Чемпіонат Полтавської області з футболу 2021
У фінальному етапі Чемпіонату Полтавської області 2021 року взяли участь 8 команд. Переможцем вперше став полтавський КЛФ, який у цьому ж році виборов і Кубок Полтавської області. 

## Підсумкова таблиця фінального етапу
| М | Команда                   | І  | В  | Н | П  | РМ    | О  |
| - | ------------------------- | -- | -- | - | -- | ----- | -- |
|   | КЛФ (Полтава)             | 14 | 12 | 0 | 2  | 30−9  | 36 |
| 2 | «Стандарт» (Нові Санжари) | 14 | 9  | 3 | 2  | 43−15 | 30 |
| 3 | «Інваспорт» (Полтава)     | 14 | 7  | 2 | 5  | 27−18 | 23 |
| 4 | ФК «Велика Багачка»       | 14 | 7  | 2 | 5  | 21−23 | 23 |
| 5 | «Дружба» (Очеретувате)    | 14 | 5  | 5 | 4  | 14−15 | 20 |
| 6 | ФК «Чутове»               | 14 | 6  | 0 | 8  | 27−27 | 18 |
| 7 | ФК «Лубни»                | 14 | 3  | 1 | 10 | 13−38 | 10 |
| 8 | ФК «Пирятин»              | 14 | 0  | 1 | 13 | 13−43 | 1  |

За порушення Регламенту змагань (неявку на календарну гру 10-го туру ФК «Чутове» — ФК «Пирятин»), команді «Пирятин» зараховано технічну поразку 0:3, а команді «Чутове», відповідно, технічну перемогу — 3:0.

## Найкращий бомбардир
Найкращим бомбардиром чемпіонату став Роман Кунєв («Стандарт», Нові Санжари) — 26 м'ячів